# Transporte en la Ciudad de México
El transporte de la Ciudad de México está conformado por una compleja red de infraestructura pública y privada de sistemas de transporte con amplias conexiones, bajo la administración de los gobiernos de la Ciudad de México y del Estado de México Zona Metropolitana del Valle de México (ZMVM). Forma parte de los sistemas de transporte de la Ciudad y el Estado de México.

## Situación general
En sus inicios, el transporte público de la Ciudad de México dependía principalmente del transporte público concesionado, que fungió como principal responsable de mover a la población de la ciudad. Esta consiste en la oferta de un servicio semiformal por medio de vehículos de pequeña y mediana capacidad, que son conocidos comúnmente con diversos nombres como micros, microbuses, peceras, combis, etc. No obstante, esta modalidad de transporte se empezó a ver rebasada, originando nuevas modalidades de transporte público ofrecido por el gobierno y privados.
Actualmente, además del transporte público concesionado, la capital de los Estados Unidos Mexicanos y zona metropolitana más grande del país cuenta con una de las redes de Metro más grandes del mundo; una red de autobuses de tránsito rápido como el Metrobús; Servicios de transportes eléctricos pertenecientes al Servicio de Transportes Eléctricos, constituido por una red con 11 líneas de trolebús, 3 líneas de cablebús y una línea de tren ligero. Asimismo, hay autobuses públicos perteneciente al gobierno de la Ciudad de México que conforman a la Red de Transporte de Pasajeros.
Por parte del transporte privado se ofrecen los servicios de taxis concesionados y privados a través de software de aplicación móvil como Uber y Cabify.
El transporte privado tiene al automóvil convencional como su principal elección, siendo los vehículos más numerosos —más de un millón de ellos— pero en los que se realiza, en proporción, la menor cantidad de viajes y transporta una menor cantidad de personas. Otra opción de movilidad urbana privada que ha crecido en las últimas dos décadas es el ciclismo, que aunque concentra un porcentaje bajo en relación con los sistemas motorizados, puede ser la opción más rápida en horas de máxima afluencia vehicular. Otro medio de transporte es el peatonal, pero debido a la focalización de las mediciones de movilidad urbana en transportes motorizados, las cifras y datos de experiencia de viaje, así como la infraestructura y el presupuesto oficial para las y los peatones en la ciudad son prácticamente nulos.
El transporte público de la Ciudad de México enfrenta un sinnúmero de problemáticas. Los altos niveles de contaminación energética, razón principal por la cual se empezó incentivar el uso del transporte público, conlleva la necesidad de sistemas de calidad; sin embargo, la mayoría de los usuarios percibe las siguientes problemáticas: los servicios son calificados como de malos e inseguros principalmente en los servicios ofrecidos por el Metro y microbuses por sus usuarios y usuarias; específicamente por la alta incidencia de asaltos y robos, así como vejaciones, abusos y acosos sexuales a las mujeres. Para la solución de esta problemática se han creado espacios en el transporte público exclusivos para mujeres; no obstante, no se precisa resolver los síntomas del problema sino se debe prevenir la violencia por medio de la concientización, logrando atacar de dónde emanan los problemas. A su vez, enfrenta problemáticas como ineficiencia, ser una mala experiencia de viaje generalizada, debido a la falta de limpieza en las distintas unidades, carecer de coordinación entre autoridades de distinto tipo en su dimensión metropolitana, falta de regulación y supervisión oficial e incapacidad generalizada para dar atención a la demanda de servicio, así como una alta inequidad hacia formas de transporte no motorizadas. Se presentan en promedio 41 accidentes diarios en la capital, de los cuales el 30 % suelen ser atropellos de vehículos a peatones. Una de las principales causas de muerte entre jóvenes de la Ciudad de México son, precisamente los accidentes de tránsito en los cuales se asocia mayoritariamente el consumo de alcohol y el exceso de velocidad.
Otras problemáticas asociadas al transporte en la Ciudad de México son los altos niveles de contaminación, relacionados directamente a miles de fallecimientos anuales, y la reducción de la calidad de vida en sus habitantes, ya que una persona habitante de la Ciudad de México promedio pierde dos horas al día debido a las congestiones vehiculares.
En octubre de 2019, el alcalde de la Ciudad de México, al firmar la C40 Clean Air Cities Declaration (Declaración de C40 por un Aire Limpio en las Ciudades), ha reconocido que respirar aire limpio es un derecho del ser humano y se ha comprometido a trabajar junto con otras ciudades para formar una coalición mundial a favor del aire limpio.

## Transportes ferroviarios
La Ciudad de México cuenta con cuatro sistemas de trenes de pasajeros, así como con un funicular y un transporte hectométrico denominado Aerotrén que da servicio entre las terminales 1 y 2 del Aeropuerto Internacional Benito Juárez.
La red actual de trenes de pasajeros se compone de las siguientes líneas:

### Red Actual
| Línea | Terminales                                              | Longitud | Estaciones | Inauguración                       | Sistema          |
| ----- | ------------------------------------------------------- | -------- | ---------- | ---------------------------------- | ---------------- |
|       | Pantitlán ↔ Observatorio (en renovación)                | 18 828 m | 20         | 4 de septiembre de 1969 (55 años)  | Metro            |
|       | Cuatro Caminos ↔ Tasqueña                               | 23 431 m | 24         | 1 de agosto de 1970 (54 años)      | Metro            |
|       | Indios Verdes ↔ Universidad                             | 23 609 m | 21         | 20 de septiembre de 1970 (54 años) | Metro            |
|       | Martín Carrera ↔ Santa Anita                            | 10 747 m | 10         | 29 de agosto de 1981 (43 años)     | Metro            |
|       | Pantitlán ↔ Politécnico                                 | 15 675 m | 13         | 19 de diciembre de 1981 (43 años)  | Metro            |
|       | El Rosario ↔ Martín Carrera                             | 13 947 m | 11         | 8 de julio de 1986 (38 años)       | Metro            |
|       | El Rosario ↔ Barranca del Muerto                        | 18 784 m | 14         | 20 de diciembre de 1986 (38 años)  | Metro            |
|       | Garibaldi-Lagunilla ↔ Constitución de 1917              | 20 078 m | 19         | 20 de julio de 1994 (30 años)      | Metro            |
|       | Pantitlán ↔ Observatorio                                | 15 375 m | 12         | 26 de agosto de 1987 (37 años)     | Metro            |
|       | Pantitlán ↔ La Paz                                      | 17 192 m | 10         | 12 de agosto de 1981 (43 años)     | Metro            |
|       | Ciudad Azteca ↔ Buenavista                              | 23 722 m | 21         | 15 de diciembre de 1999 (25 años)  | Metro            |
|       | Tláhuac ↔ Mixcoac (en ampliación)                       | 25 100 m | 20         | 30 de octubre de 2012 (12 años)    | Metro            |
|       | Tasqueña ↔ Xochimilco                                   | 13 040 m | 18         | 1 de agosto de 1986 (38 años)      | Tren ligero      |
|       | Buenavista ↔ Cuautitlán (ramal en ampliación)           | 27 000 m | 7          | 8 de mayo de 2008 (17 años)        | Tren suburbano   |
|       | Zinacantepec ↔ Santa Fe (segundo tramo en construcción) | 19 600 m | 4          | 14 de septiembre de 2023 (1 años)  | Tren interurbano |
|       | Terminal 1 ↔ Terminal 2                                 | 3000 m   | 2          | 15 de noviembre de 2007 (17 años)  | Aerotrén         |

### Red Futura
| Línea | Terminales              | Longitud | Estaciones | Inauguración  | Sistema          | Tipo                   | Estado          |
| ----- | ----------------------- | -------- | ---------- | ------------- | ---------------- | ---------------------- | --------------- |
|       | Mixcoac ↔ Observatorio  | 4600 m   | 3          | Indeterminada | Metro            | Ampliación de la línea | En construcción |
|       | Lechería ↔ AIFA         | 23 000 m | 7          | 2024          | Tren suburbano   | Nuevo ramal            | En construcción |
|       | Santa Fe ↔ Observatorio | 38 200 m | 3          | 2024          | Tren interurbano | Segundo Tramo          | En construcción |

### Sistema de Transporte Colectivo Metro
El metro de la Ciudad de México es un sistema de tren metropolitano pesado. En el 2006 ocupó el tercer lugar a nivel mundial en captación de usuarios, al transportar a un promedio de 3,9 millones de pasajeros al día. También, en ese año, obtuvo el quinto lugar a nivel mundial por la extensión de su red. El precio del boleto es de 5 pesos. La tarjeta recargable tiene un costo de 15 pesos, el saldo máximo es de 120 pesos y el costo del viaje es el mismo (5 pesos). Fue inaugurado el 4 de septiembre de 1969 brindando servicio entre las estaciones Chapultepec y Zaragoza.
El metro de la Ciudad de México cuenta con 12 líneas:
| Línea | Terminales                                  |
| ----- | ------------------------------------------- |
|       | Pantitlán ↔ Observatorio (en renovación)    |
|       | Cuatro Caminos ↔ Tasqueña                   |
|       | Indios Verdes ↔ Universidad                 |
|       | Martín Carrera ↔ Santa Anita                |
|       | Pantitlán ↔ Politécnico                     |
|       | El Rosario ↔ Martín Carrera                 |
|       | El Rosario ↔ Barranca del Muerto            |
|       | Garibaldi-Lagunilla ↔ Constitución de 1917  |
|       | Pantitlán ↔ Observatorio (en mantenimiento) |
|       | Pantitlán ↔ La Paz                          |
|       | Ciudad Azteca ↔ Buenavista                  |
|       | Tláhuac ↔ Mixcoac (en ampliación)           |

El metro está construido de forma subterránea (115 estaciones), superficial (54 estaciones) y viaducto elevado (26 estaciones),184 estaciones se encuentran en la Ciudad de México y 11 en el Estado de México. Cuenta con un parque vehicular de 394 trenes: 331 son de rodadura neumática (integrados por 302 trenes de 9 carros, y 29 de 6 carros), 63 de rodadura férrea (22 trenes de 9 carros, 30 de 7 carros y 11 de 6 carros).
Cuenta con vagones exclusivos para mujeres y menores de edad como medida de protección ante la problemática de violencia contra las mujeres que se presenta en México. De acuerdo con lo expuesto por la Dra. Paula Soto Villagrán, Doctora en Ciencias Antropológicas durante un Ciclo de Conferencias por el Núcleo Milenio Movilidades y Territorios (MOVYT), en 2019., "Los datos son importantes, 8 de cada 10 mujeres han vivido al menos un episodio de violencia sexual en el transporte público, 82 % de acoso sexual. Hay casos que son muy difíciles de comprobar porque son miradas lascivas, palabras ofensivas, masturbación, eyaculaciones, son complejas porque el acosador no tiene un contacto físico con la víctima”.
==&p=ODM= «Dra. Paula Soto Villagrán».
«MOVYT».
«Parque vehicular».
«Separación de hombres y mujeres».
«Tarjeta Recargable».
«Vagones exclusivos para mujeres: una medida discutida pero necesaria».

### Tren ligero
El tren ligero forma parte de la red del Servicio de Transportes Eléctricos de la Ciudad de México. Cuenta con una sola línea que opera en las alcaldías Coyoacán, Tlalpan y Xochimilco al sur de la Ciudad, esta línea es de un total de 13,04 kilómetros. Cuenta con 16 estaciones y 2 terminales.
Este medio cuenta con un total de 20 trenes dobles acoplados con doble cabina de mando con capacidad máxima de 374 pasajeros por unidad.
| Línea   | Terminales            |
| ------- | --------------------- |
| Línea 1 | Taxqueña a Xochimilco |

### Funiculares
La única línea de elevadores funiculares inclinados que se encuentra en la Ciudad de México cuenta con dos estaciones principales "Columbus" y "La Araña", ubicado entre Columbus y Río Mixcoac, fue inaugurado en 2021.
| Línea       | Terminales          |
| ----------- | ------------------- |
| Río Mixcoac | Columbus a La Araña |

### Ferrocarril Suburbano
En agosto de 2006 se inició la construcción del primer sistema ferroviario suburbano de pasajeros, llamado Tren Suburbano que conecta las estaciones terminales de Cuautitlán y Buenavista en solo 25 minutos. Su inauguración en fase de pruebas se realizó en marzo de 2008, fue inaugurado el 7 de mayo de 2008 y a partir del 2 de junio del mismo año ha comenzado sus operaciones oficialmente.
Actualmente se encuentra en ampliación un ramal para conectar la estación Buenavista con el Aeropuerto Internacional Felipe Ángeles.

## Autobuses de Tránsito Rápido

### Metrobús
Es un sistema de autobuses de tránsito rápido de piso alto con paradas definidas y horarios establecidos. Cuenta con un total de 37 rutas distribuidas en 7 líneas, acumulando un total de 239 estaciones y su tarifa es de $6.00.
Las líneas que recorre son:
| Línea | Ruta | Tipo de Autobús      |
| ----- | --- | -------------------- |
|       | - Indios Verdes a El Caminero - Indios Verdes a Insurgentes - Indios Verdes a Doctor Gálvez - Buenavista a El Caminero - Indios Verdes a Pueblo de Santa Cruz Atoyac | Biarticulado         |
|       | - Tepalcates a Tacubaya - Tepalcates a Etiopía - Tepalcates a Colonia del Valle - Tepalcates a Nápoles - Rojo Gómez a Doctor Gálvez - Río Frío/Del Moral a Juárez | Articulado           |
|       | - Tenayuca a Pueblo de Santa Cruz Atoyac - Tenayuca a Balderas - Tenayuca a Buenavista - Indios Verdes a Pueblo de Santa Cruz Atoyac | Articulado Eléctrico |
|       | - Buenavista a San Lázaro poniente (Ruta Norte) - Buenavista a San Lázaro oriente (Ruta Sur) - Pantitlán a Hidalgo - Hidalgo a Alameda Oriente - Pantitlán a República de Argentina - República de Argentina a Museo de la Ciudad - San Lázaro a Aeropuerto Internacional de la Ciudad de México | Piso Bajo            |
|       | - Río de los Remedios a Preparatoria 1 - Río de los Remedios a San Lázaro Norte - Las Bombas a San Lázaro Sur - Preparatoria 1 a San Lázaro Sur - Río de los Remedios a Las Bombas | Articulado           |
|       | - Villa de Aragón a El Rosario - Villa de Aragón a IPN - Deportivo 18 de Marzo a El Rosario | Articulado           |
|       | - Indios Verdes a Campo Marte - Hospital Infantil La Villa a Campo Marte - Indios Verdes a La Diana - Hospital Infantil La Villa a La Diana - Indios Verdes a Hamburgo - Garibaldi a Campo Marte - Alameda Tacubaya a París                                                                      | Doble Piso           |
|       | |                      |

## Autobuses Urbanos
La ciudad posee una cantidad importante de rutas de autobuses urbanos, la oferta ha cambiado con el paso del tiempo debido a deficiencias (alianza de camioneros de México), tintes político-particulares (Ruta 100) y reestructuración. Actualmente, la ciudad cuenta con dos sistemas de autobuses estructurados y con diferentes rutas de autobús que operan bajo el esquema de concesión.

### Trolebús
El trolebús cuenta con 10 líneas, cuya red de servicio tiene una longitud de operación de 211.24 kilómetros. Estas cifras incluyen a las líneas nombradas Corredor Cero Emisiones de: "Eje Central", "Eje 2 - 2A Sur" y "Eje 7 - 7A Sur" (inaugurado el 1 de noviembre de 2012), los cuales tienen paradas establecidas con iluminación y seguridad. Así como la línea que opera en un viaducto exclusivo que recorre la avenida Ermita-Iztapalapa (Inaugurado el 29 de octubre del 2022).
El costo del pasaje en las líneas 1, 2, 3 y 9 es de $4.00, mientras que en las líneas 4, 5, 6, 7 y 8 es de $2.00. Por otra parte, el costo de la línea 10 es de $7.00; siendo todos estos subsidiados por el gobierno de la ciudad.
La flota vehicular programada es de 290 trolebuses de las líneas 1 a la 9, los cuales operan a un intervalo de paso promedio de 4 minutos, todas dentro de la Ciudad de México. En lo que corresponde a la línea 10, esta cuenta con 26 trolebuses de los cuales 17 son sencillos y 9 son articulados.
La red del trolebús permite el intercambio modal con el Metro, Metrobús, Cablebús, autobuses de la Red de Transporte de Pasajeros y colectivos.
|  | Central del Norte - Taxqueña                     |
|  | Chapultepec - Pantitlán                          |
|  | Mixcoac - Museo de Transportes Eléctricos        |
|  | Boulevard Puerto Aéreo - El Rosario              |
|  | San Felipe de Jesús - Hidalgo                    |
|  | El Rosario - Chapultepec                         |
|  | Ciudad Universitaria - CETRAM Periférico Oriente |
|  | Circuito Politécnico                             |
|  | Vila de Cortés - Tepalcates                      |
|  | Acahualtepec - Constitución de 1917              |
|  | Perisur - Tasqueña                               |

### Red de Transporte de Pasajeros
La Red de Transporte de Pasajeros (RTP), por un tiempo Sistema de Movilidad 1 (M1), es un organismo público descentralizado administrado por el Gobierno de la Ciudad de México que ofrece el servicio de autobuses urbanos en 94 rutas en 83 colonias de la Ciudad de México y mueve a un promedio de 260 mil pasajeros cada día.
La RTP fue creada en el 2000 para absorber lo que quedaba del Consejo de Incautación de Ruta 100, el cual aún operaba un número importante de rutas. Sin embargo, muchas de ellas fueron vendidas a permisionarios privados, empresas de transporte paralelas o abandonadas por lo cual el organismo gubernamental se quedó solamente con 88 de estas, distribuidas en 7 módulos para atender zonas habitacionales y de bajos recursos hacia estaciones del metro y puntos importantes de la ciudad a un precio preferencial de $2.00 MXN en el servicio ordinario, el cual esta encargado de garantizar el derecho de la población a la movilidad, así como también la creación del servicio expreso el cual cuenta  con 25 rutas dichas rutas conectan a los habitantes de las periferias con el centro de la ciudad con paradas numeradas o indicadas, como la ruta creada para la recorrer el Circuito Interior Bicentenario con un precio de $4.00 MXN.
El 15 de junio de 2016, la Jefatura de Gobierno publicó en la Gaceta Oficial de la Ciudad de México el cambio de estatus jurídico del organismo de transporte, pasando de ser RTP a M1; regresando a su nombre de RTP en el 2019.
RTP también participa como operador de autobuses en el sistema Metrobús.

### Red de Corredores
Los Servicios de corredores viales de transporte comenzaron a operar a partir de 2009 con la creación del corredor reforma, mismo que requirió la participación de la ruta 2 que tenía participación en la ruta La Villa - km 13, la cual tuvo dos empresas: una denominada Reforma Bicentenario 20C y otra denominada COVILSA, ambas operan el servicio en este mismo corredor con autobuses más nuevos y climatizados; no obstante, se dio su reemplazo con la línea 7 del Metrobús, que intercambio estos por una nueva flotilla de autobuses Alexander Dennis de Piso bajo y doble piso, de estándar londinense.
A partir de ese momento, en el sexenio del jefe de gobierno Marcelo Ebrard, se comenzó un proceso de sustitución de rutas de microbuses con autobuses de mejoras en capacidad y calidad del servicio mismos que, en un momento dado, pudiesen ser recortadas o modificadas sus rutas con el fin de alimentar sistemas troncales como lo son el Metrobús, el Metro o incluso el Tren Suburbano. Cada sexenio las empresas que sustituyen sus recorridos de microbuses tienen una cromática distinta en el Sexenio del mencionado jefe de gobierno Ebrard, la cromática de las empresas reorganizadas era de color amarillo con verde (en un afán de promocionar una alternativa ecológica y mejor organizada, no obstante otras empresas y hombres camión imitaron este esquema de color); en el sexenio de Miguel Ángel Mancera, se instituyó una cromática distintiva, que tenía el autobús en 3 partes, superior e inferior en color morado y la parte media en color blanco. Dicha cromática prevaleció hasta 2020 cuando se da por iniciada una nueva cromática en totalidad de color morado, con solo el logotipo de Movilidad Integrada.
Solo 4 empresas de rutas concesionadas capitalinas con servicio al Estado de México han logrado cambiar su esquema a corredor vial de la Ciudad de México con carácter Metropolitano (Metropolitano quiere decir que las empresas cuentan con autorización del Estado de México para cruzar a este dentro de los límites de su ruta, también debiendo contar con la debida pirámide tarifaria autorizada por la región a la que se adscribe la ruta):
1 - COPESA Toreo Pericentro - Cuemanco/Canal de Garay(Tambien conocido como Canal de Chalco)
2 - CASSUR Caseta Sur
4 - AMOPSA Metro Constitución de 1917 - Alameda Oriente
5 - COVITENI La Virgen - Metro Martín Carrera
6 - COVISUR Eje 8(Metro Barranca Del Muerto) - Iztapalapa
7 - ACASA Metro Chapultepec - Aragon/Odontología/Metro Deportivo Oceania
8 - ATROLSA Metro Chapultepec - Palmas KM.13/Bosque de Duraznos y Metro Chapultepec -Lomas/Tecamachalco Puente Roto(Servicio Hacia El Estado de México)
9-SAUSA La Valenciana - Metro Tacubaya
10 - CEUSA Peñón - Panteón San Isidro
11 - COPATTSA Metro Pantitlán - Metro Cuatro Caminos(sin entrada al mexipuerto)
12 - COTOBUSA Mexipuerto Cuatro Caminos/Lomas De Sotelo - Metro San Cosme/Metro Buenavista(Servicio Hacia El Estado de México)
13 - TREPSA Metro Sevilla/Metro Chapultepec - Moliere/Plaza Antara/Defensa/Hipodromo,Metro Chapultepec - Horacio/Migracion y Metro San Antonio Abad - Metro Chapultepec
14 - AUISA Tepalcates - Metro San Antonio Abad
15 - ESASA Eje 4 Norte(Metro Villa De Aragon) - Talismán
15 - COTANSAPI Toreo Pericentro - Revolución - Alameda y Metro Cuitlahuac - San Pedro Xalpa La Naranja/Echegaray/Lomas Verdes(Servicio Hacia El Estado de México)
17 - COTXSA Izazaga(Metro Pino Suarez) - Tlalpan
18 - SIMESA Metro Chapultepec - Ciudad Satelite/Valle Dorado(Servicio Hacia El Estado de México) 
19 - COAVEO Metro Tacuba/Metro Chapultepec - Pantitlán/Avenida Ocho
20 - CONGESA Metro Aeropuerto - Metro Tacubaya
21 - COREVSA Metro Chapultepec - San Ángel/Eje 10 Sur/Estadio Olimpico Universitario
22 - TRIOXA Metro Aeropuerto/palacio de los deportes - Av. 5 Ermita y Palacio de los Deportes - Mixcoac
23 - AULSA Metro Tacuba - Legaria/San Isidro/Tecamachalco/Hospital de Especialidades/ESIA(Servicio Hacia El Estado de México) 
25 - COTAXOMIL Metro Tasqueña - Milpa Alta/San Gregorio/Deportivo Xochimilco/Madre Selva/Xochimilco Centro y Villa Coapa-San Gregorio
Z1 - MIIT Servicio Zonal Cuautepec

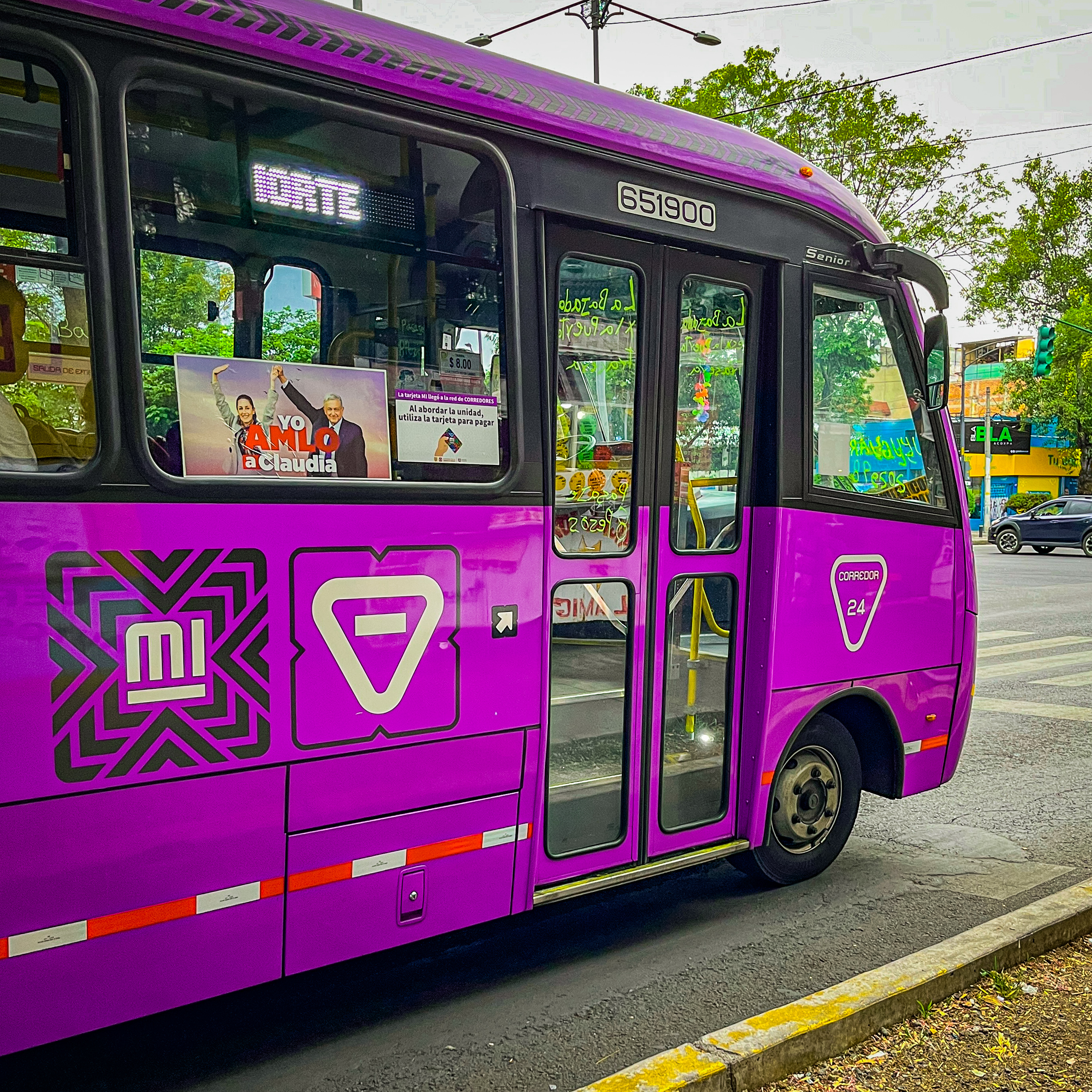
Unidad del Corredor 24

Este es un sistema de transporte público de una proporción menor a los camiones o autobuses. Estos también son conocidos como la micro y el pesero. Hay 106 rutas en todo el Distrito Federal, con 1163 recorridos, que abarcan vías primarias y secundarias. No existe un mapa oficial con las rutas. Las tarifas inician en 5 pesos y van aumentando de acuerdo con el kilometraje recorrido. Estos están organizados en casi un centenar de rutas —agrupaciones que prestan su servicio en una zona restringida de la capital— concesionadas, que son supervisadas por la Secretaría de Transporte y Vialidad del Distrito Federal (Setravi-DF). En 2002, la Setravi-DF tenía un padrón de 27 mil 928 vehículos registrados con placas para el transporte colectivo de pasajeros; amén de 105 mil taxis.

## Transportes aéreos

### Aeropuertos y helipuertos
En la Ciudad de México se encuentra el Aeropuerto Internacional Benito Juárez (AICM) en Venustiano Carranza que cuenta con un transporte hectométrico denominado Aerotrén CDMX, además de varios helipuertos.

### Cablebús
El cablebús es un sistema de teleféricos que inició operaciones el 11 de julio del 2021, con la inauguración de la línea 1. Este sistema cuenta con dos líneas en operación y con una tercera en construcción. La primera línea cuenta con una extensión de 9.2 km, así como 6 estaciones que brindan servicio a 18 colonias en la zona norte de la alcaldía Gustavo A. Madero. Por su parte, la segunda línea cuenta con una extensión de 10.6 km y 7 estaciones ofreciendo servicio en la alcaldía de Iztapalapa. Asimismo, la segunda línea posee el récord Guinness como la línea de teleférico más larga de mundo. La tercera línea, que está en fase de construcción, buscará conectar las cuatro secciones del bosque de Chapultepec, contará con una extensión de 5.42 km y tendrá la finalidad de servir como transporte público y ayudar a fomentar el turismo de la zona.

## Futuro de la infraestructura de Transporte público
El Plan General de Desarrollo de la Ciudad de México es el instrumento a partir del cual se definirán las políticas de largo plazo en la ciudad con enfoque en lograr la cohesión social, desarrollo sustentable y mejorar la vida de sus habitantes, de acuerdo con la Constitución capitalina durante los siguientes años hasta 2040.
Por medio del plan general de desarrollo, eje 4 y objetivo estratégico 22, se explican las diversas deficiencias que el sistema de transporte público presenta y cuáles son las metas que se esperan conseguir en términos de movilidad y transporte público.
El plan dice que busca consolidar un sistema de movilidad que garantice la accesibilidad de la población, particularmente en los sectores más vulnerables, en condiciones de viaje dignas y seguras, ampliando y mejorando la productividad de redes de transporte colectivo y no motorizado, así como la gestión inteligente de infraestructura para modos de transporte públicos, privados, de carga y de servicios. Asimismo, se explican metas específicas como:
- Aumentar a 350 km de línea férrea (Metro, tren ligero, tren suburbano, tranvías) de los ya 241 km existentes.
- Aumentar a 650 km de corredores exclusivos para transporte terrestre (Metrobús, trolebuses, corredores de buses) de los 443 km ya existentes.
- Llegar a la cantidad de 8 líneas de Cablebús.

## Taxi

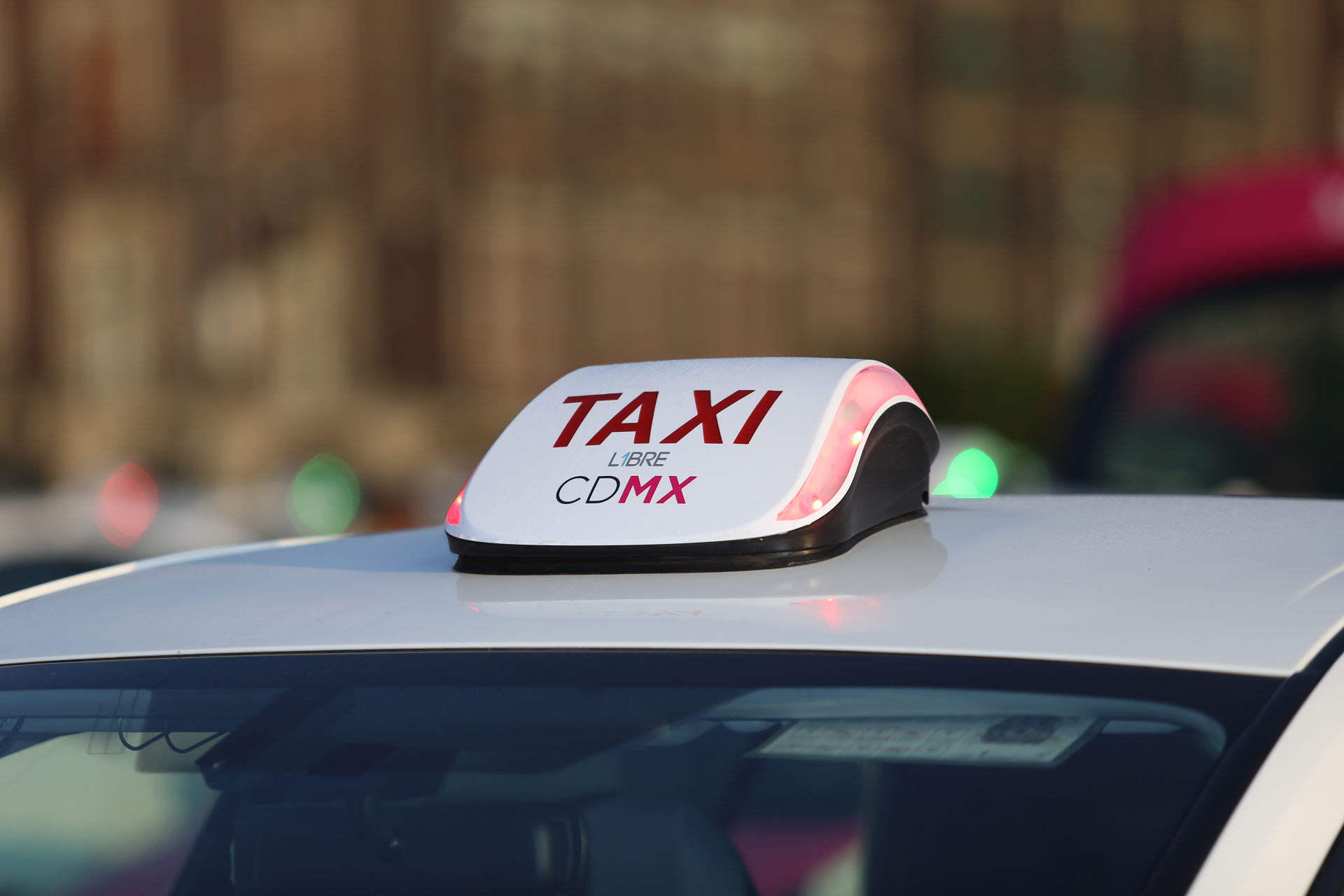

Es un tipo de transporte público de baja capacidad o individual que opera en la Zona Metropolitana del Valle de México.
Según la Secretaría de Transportes y Vialidad de la CDMX (SETRAVI), los taxis se dividen en cinco distintas modalidades:
- Libre.
- Sitio.
- Sitio Radio Taxi.
- Sitio Turístico.
- Terminales.

Cada una de estas con variación en su tarifa autorizada de banderazo:
| Modalidad        | Tarifa (banderazo)           |
| ---------------- | ---------------------------- |
| Libre            | $ 8.74                       |
| Sitio            | $13.10                       |
| Sitio Radio Taxi | $27.30                       |
| Sitio Turístico  | Definida por la organización |
| Terminales       | De acuerdo a la zona         |

## Sistema de Bicicletas Compartidas (ECOBICI)
Ecobici es el sistema de bicicletas públicas compartidas de la Ciudad de México que ha integrado a la bicicleta como parte esencial de la movilidad, es un modo de transporte dirigido a los habitantes de la capital, de sus alrededores y a los turistas. Permite a los usuarios registrados tomar una bicicleta de cualquier cicloestación y devolverla en la más cercana a su destino en trayectos ilimitados de 45 minutos. Quienes quieran acceder al Sistema Ecobici, podrán pagar una suscripción por un año, una semana, tres días o un día.
Ecobici inició operaciones en febrero de 2010 con 84 cicloestaciones y 1200 bicicletas. Actualmente cuenta con el objetivo de contar con 9,300 bicicletas y 687 cicloestaciones distribuidas en las Alcaldías Benito Juárez, Coyoacán, Cuauhtémoc y Miguel Hidalgo para 2024.

## Escaleras y andadores
En la calle "La Pedrera" de la alcaldía Álvaro Obregón existen unas escaleras eléctrico-mecánicas del programa "Escalando Vidas, Tejiendo Destinos" y ofrece movilidad a lugares de difícil acceso, son denominadas Colectivo 18 por las colonias del mismo nombre.  Actualmente están en desuso.
También se plantearon escaleras eléctricas cercanas a la línea 1 del Cablebús para las laderas de Cuautepec, y otras cerca de la Sierra Santa Catarina en Iztapalapa.